# Тральщики типу «Сибіл»
Тральщики типу «Сибіл» або протимінні кораблі типу «Сибіл» (англ. Cybele-class mine destructor vessel) — клас військових кораблів з 2 протимінних кораблів, що випускалися британськими суднобудівельними компаніями на замовлення Королівського флоту для розмінування мінних полів під час Другої світової війни. У 1944 році було побудовано два кораблі цього типу, HMS Cybele і HMS Cyrus; один був втрачений після Дня «Д», а інший пережив війну, щоб незабаром після цього бути списаним на злам.

## Зміст
Офіційно позначений як кораблі-знищувачі мін, тип «Сибіл» конструктивно являв собою великий тримаран, сконструйований із використанням сталевої ґратчастої ферми. Вони були призначені для буксирування через мінні поля, які використовували натискні міни, створюючи хвилю тиску, яка могла спровокувати детонацію виявленої міни; відкрита ґратчаста конструкція кораблів, згідно з проєктом, дозволяла вибуху проходити через судно, не завдаючи йому пошкоджень.
Кораблі були побудовані в умовах суворої секретності; спочатку вони називалися «Стерлінгові кораблі», потім пізніше визначені як частина тральщиків флоту типу «Алджерін»; їхня конструкція залишалася засекреченою аж до кінця 1960-х років.